# Rhabdoclytus
Rhabdoclytus is een kevergeslacht uit de familie van de boktorren (Cerambycidae). De wetenschappelijke naam van het geslacht werd voor het eerst geldig gepubliceerd in 1887 door Ganglbauer.

## Soorten
Rhabdoclytus omvat de volgende soorten:
- Rhabdoclytus acutivittis (Kraatz, 1879)
- Rhabdoclytus alternans (Holzschuh, 2003)